# Quadrimomento
Em relatividade especial, o quadrimomento é um quadrivetor que substitui ao momento clássico. O quadrimomento de uma partícula se define como o produto da massa (relativística) da partícula pela quadrivelocidade da mesma.
{\displaystyle P^{a}=mU^{a}=m\left(c,u_{x},u_{y},u_{z}\right)=\left({\frac {mc^{2}}{c}},mu_{x},mu_{y},mu_{z}\right)=\left({E \over c},p_{x},p_{y},p_{z}\right)}
Onde {\displaystyle mc^{2}=E\,\!}, é a energia do corpo em movimento, e c é a velocidade da luz. Calculando a (pseudo)norma de Minkowski do quadrimomento resulta em:
{\displaystyle P^{a}P_{a}={E^{2} \over c^{2}}-m^{2}u^{2}\,}
Entrando aqui com E = m c2 e a equação da massa relativística:
{\displaystyle m={\frac {m_{0}}{\sqrt {1-{\frac {u^{2}}{c^{2}}}}}}\,}
chega-se a:
{\displaystyle P^{a}P_{a}=m_{0}^{2}c^{2}}
Como c é uma constante, se poderia dizer que, selecionando unidades de medida nas quais c = 1, a norma de Minkowski do quadrimomento é igual à massa em repouso do corpo. 
A conservação do quadrimomento origina as três leis de conservação clássicas:
1. A energia (p0) é uma quantidade conservada.
2. O momento clássico é uma quantidade conservada.
3. A norma do quadrimomento é um escalar conservado independente do observador.

Nas reações entre um grupo de partículas isoladas, o quadrimomento se conserva. A massa de um sistema de partículas com momento linear zero pode ser maior que a soma da massa de repouso das partículas, devido a que a energia cinética se conta como massa. Por exemplo, se temos duas partículas com quadrimomento {5, 4, 0, 0} e {5, -4, 0, 0} cada uma teria uma massa de repouso de 3 unidades, mas sua massa total seria de 10. Note-se que a (pseudo)norma do quadrivetor {t, x, y, z} é {\displaystyle {\sqrt {t^{2}-x^{2}-y^{2}-z^{2}}}}.